# Sentier de grande randonnée de pays
Pour les articles homonymes, voir GRP.
Ne doit pas être confondu avec Sentier de grande randonnée.

Balise des GR de pays.

Un sentier de grande randonnée de pays, GR de Pays, GR Pays ou GRP est un itinéraire de randonnée destiné à la découverte d'une région française. Il est généralement en boucle et souvent de longueur plus petite que les sentiers de grande randonnée, souvent avec des variantes qui permettent d'en moduler la longueur.
Le choix, la dénomination, la gestion et l'entretien des sentiers de grande randonnée de pays relèvent souvent d'administrations locales. C'est pourquoi le tracé, la durée, la nature du sentier et leur dénomination varient grandement d'un sentier à l'autre. 
En revanche, l'expression « sentier de grande randonnée de pays », les sigles « GR Pays » et « PR » ainsi que les balisages associés sont des marques déposées par la Fédération française de la randonnée pédestre.